# Krzysztof Jedlak
Krzysztof Jedlak (ur. 1970) – dziennikarz i komentator gospodarczy, prawnik, menedżer, w latach 2006–2012 redaktor naczelny dziennika „Gazeta Giełdy Parkiet”. Od czerwca 2016 redaktor naczelny „Dziennika Gazety Prawnej”.

## Życiorys
W 1995 ukończył studia prawnicze na Wydziale Prawa i Administracji UW. Następnie zaczął pracę w dzienniku „Parkiet”, w którym w 2002 został zastępcą redaktora naczelnego, a na początku 2006 redaktorem naczelnym. W latach 2009–2012 był równolegle szefem/wiceszefem Newsroom Online Economy (NOE), utworzonego z działu ekonomicznego redakcji „Rzeczpospolitej”, redakcji „Parkietu” i gospodarczych serwisów internetowych obydwu gazet. Od września 2012 był kolejno szefem działu podatkowego „Dziennika Gazety Prawnej”, szefem działu „Gazeta Prawna”, a następnie pierwszym zastępcą redaktora naczelnego i redaktorem naczelnym DGP.
Jest autorem wielu artykułów, felietonów i komentarzy. Od kwietnia 2012 widnieje na liście kandydatów do rad nadzorczych rekomendowanych przez warszawską fundację Polski Instytut Dyrektorów.
Zasiada w kapitule Nagrody Gospodarczej Prezydenta RP [www.prezydent.pl], a także w kapitułach m.in. nagrody im. D. Fikusa (Press Club), nagrody im. A. Woyciechowskiego (Radio ZET) oraz nagrody Grand Press.
W 1999 wydał książkę „Wprowadzanie spółek na rynek pozagiełdowy – CETO” (WIG-PRESS, Warszawa 1999).